# Rue Mounet-Sully (Paris)
Pour les articles homonymes, voir Rue Mounet-Sully.
La rue Mounet-Sully est une voie du 20e arrondissement de Paris, en France.

## Situation et accès
La rue Mounet-Sully est une voie publique située dans le 20e arrondissement de Paris. Elle débute au 3, rue des Pyrénées et se termine au 50-58, rue de la Plaine.

## Origine du nom

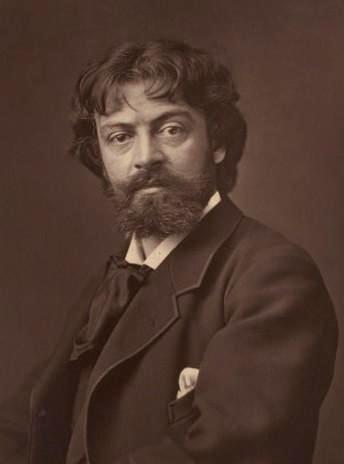
Portrait de Mounet-Sully vers 1880.

Elle évoque la mémoire du tragédien Jean Sully Mounet dit Mounet-Sully (1841-1916).

## Historique
Cette voie est ouverte sous sa dénomination actuelle par la Ville de Paris par un arrêté du 14 août 1934 sur l'emplacement de l'ancienne usine à gaz de Saint-Mandé.

## Bâtiments remarquables et lieux de mémoire

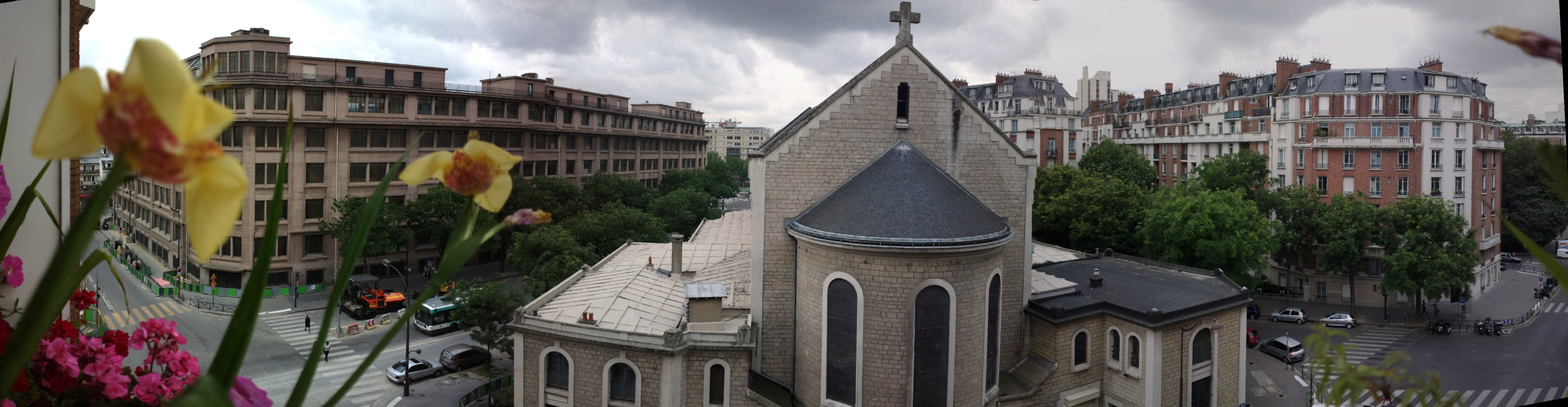
Vue de la rue de Lagny : lycée Hélène-Boucher, rue des Pyrénées, église Saint-Gabriel, rue Mounet-Sully.